# 테이큰 (2017년 드라마)
《테이큰》(영어: Taken)는 2017년부터 2018년까지 방영된 미국의 드라마이다.